# Ríos Rosas (métro de Madrid)
Ríos Rosas (en espagnol : estación de Ríos Rosas) est une station de la ligne 1 du métro de Madrid. Elle est située sous la rue Santa Engracia, à l'intersection avec la rue Rios Rosas, dans le quartier Ríos Rosas (es) du district Chamberí, à Madrid en Espagne. 
Elle dessert notamment le musée Geominero et le musée national des sciences naturelles d'Espagne.

## Situation sur le réseau

Plan du réseau.

Établie en souterrain, Ríos Rosas est une station de passage de la ligne 1 du métro de Madrid. Elle est située entre la station Cuatro Caminos, en direction du terminus Pinar de Chamartín, et la station Iglesia, en direction du terminus Valdecarros,.
Elle dispose des deux voies de la ligne encadrées par deux quais latéraux.

## Histoire
La station est mise en service le 17 octobre 1919 par la Compañía Metropolitana Alfonso XIII, lorsqu'elle ouvre la première ligne de métro de la capitale espagnole, dénommée línea Norte-Sur, entre Sol et Cuatro Caminos. Elle est nommée en référence à la rue et au quartier éponymes, qui ont été nommés en hommage à Antonio de los Ríos Rosas (1812-1873), juriste et homme politique.
Elle est rénovée au cours des années 2005 et 2006.

## Services aux voyageurs

### Accès et accueil
La station possède trois accès dont deux s'ouvrent sur la rue Ríos Rosas et l'autre sur la rue Santa Engracia, équipés uniquement d'escaliers fixes, elle n'est pas accessible aux personnes à la mobilité réduite. Située en zone A, elle est ouverte de 6h00 à 1h30.

### Desserte
Ríos Rosas est desservie par les rames de la ligne 1 du métro de Madrid.

Installations et desserte
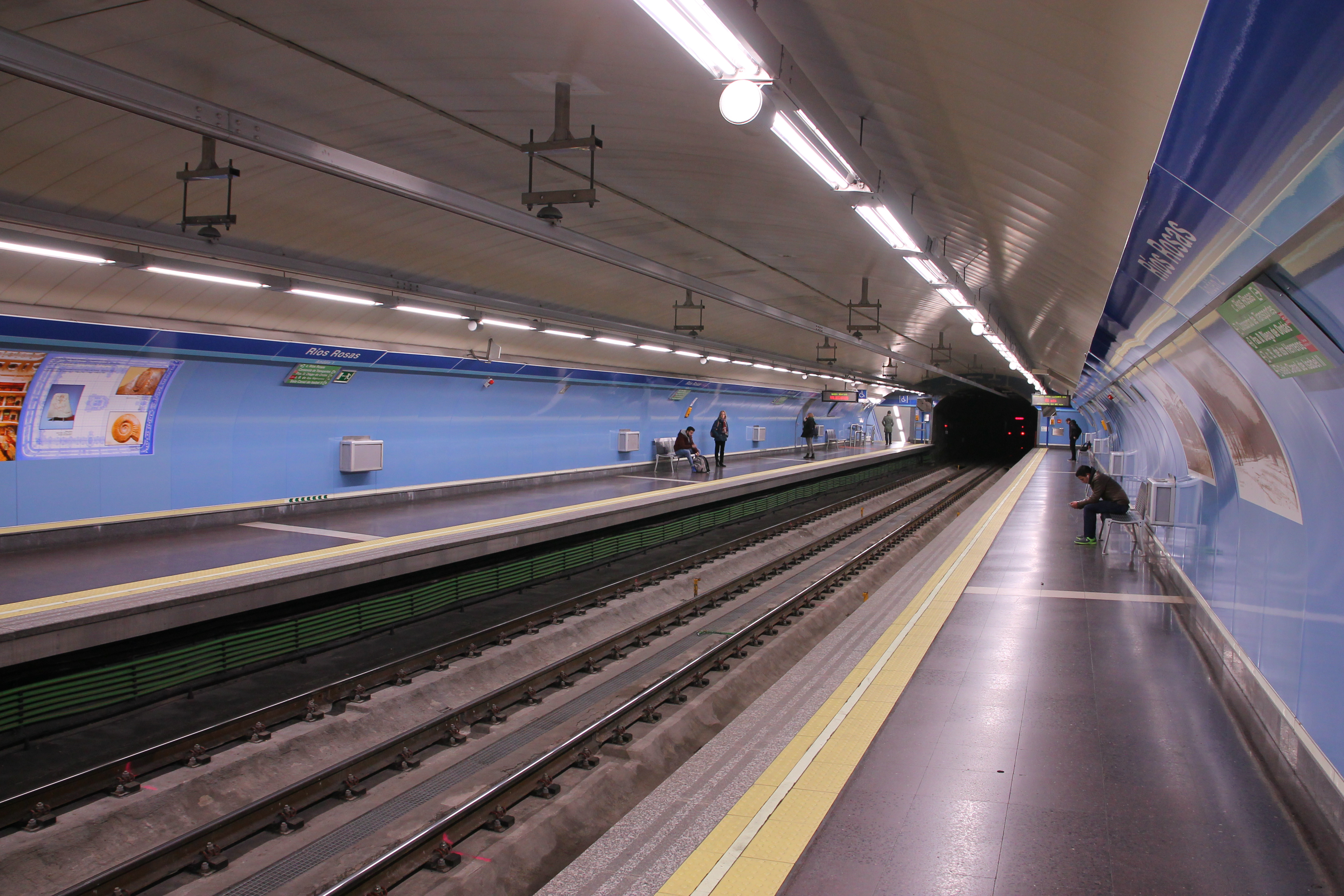
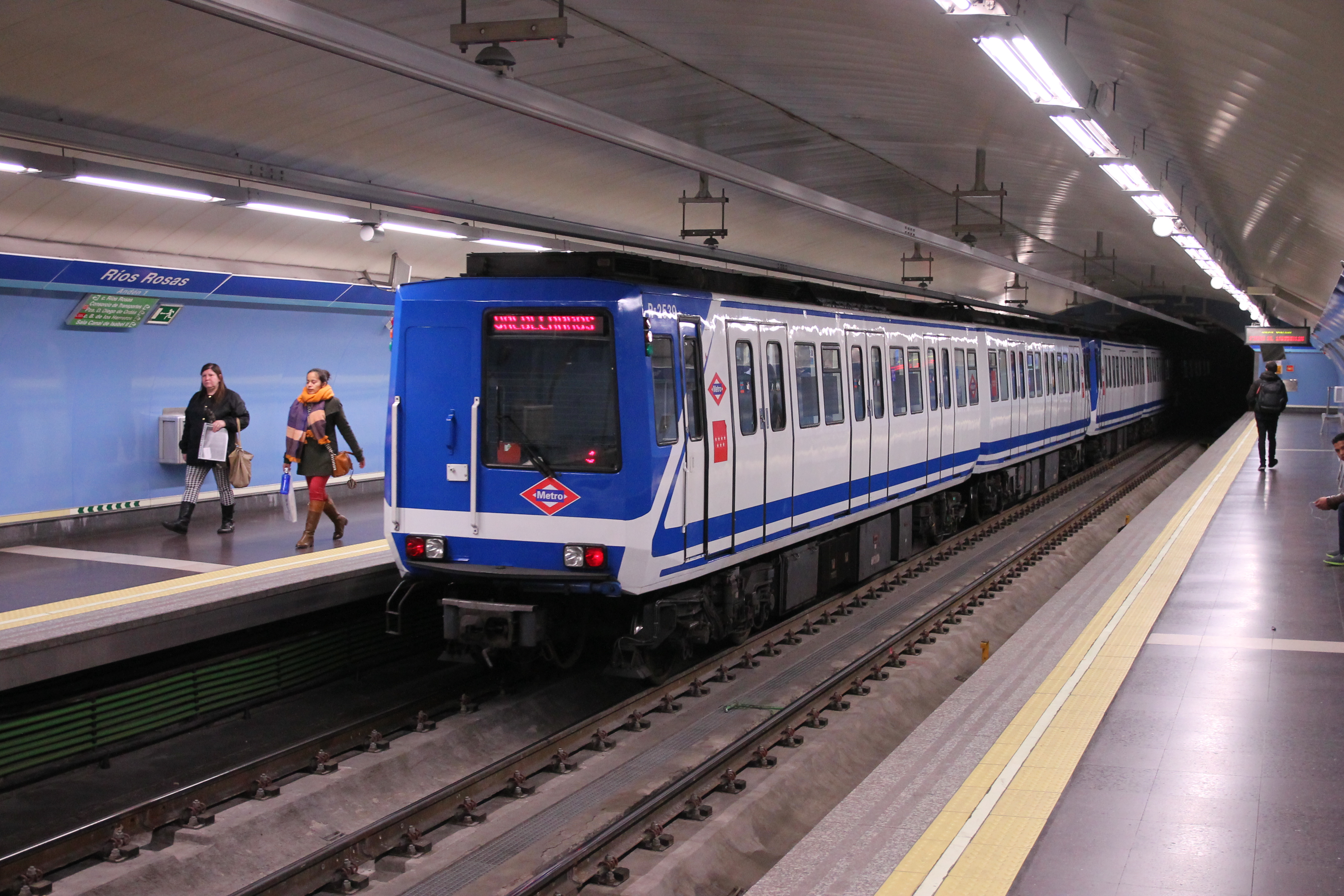
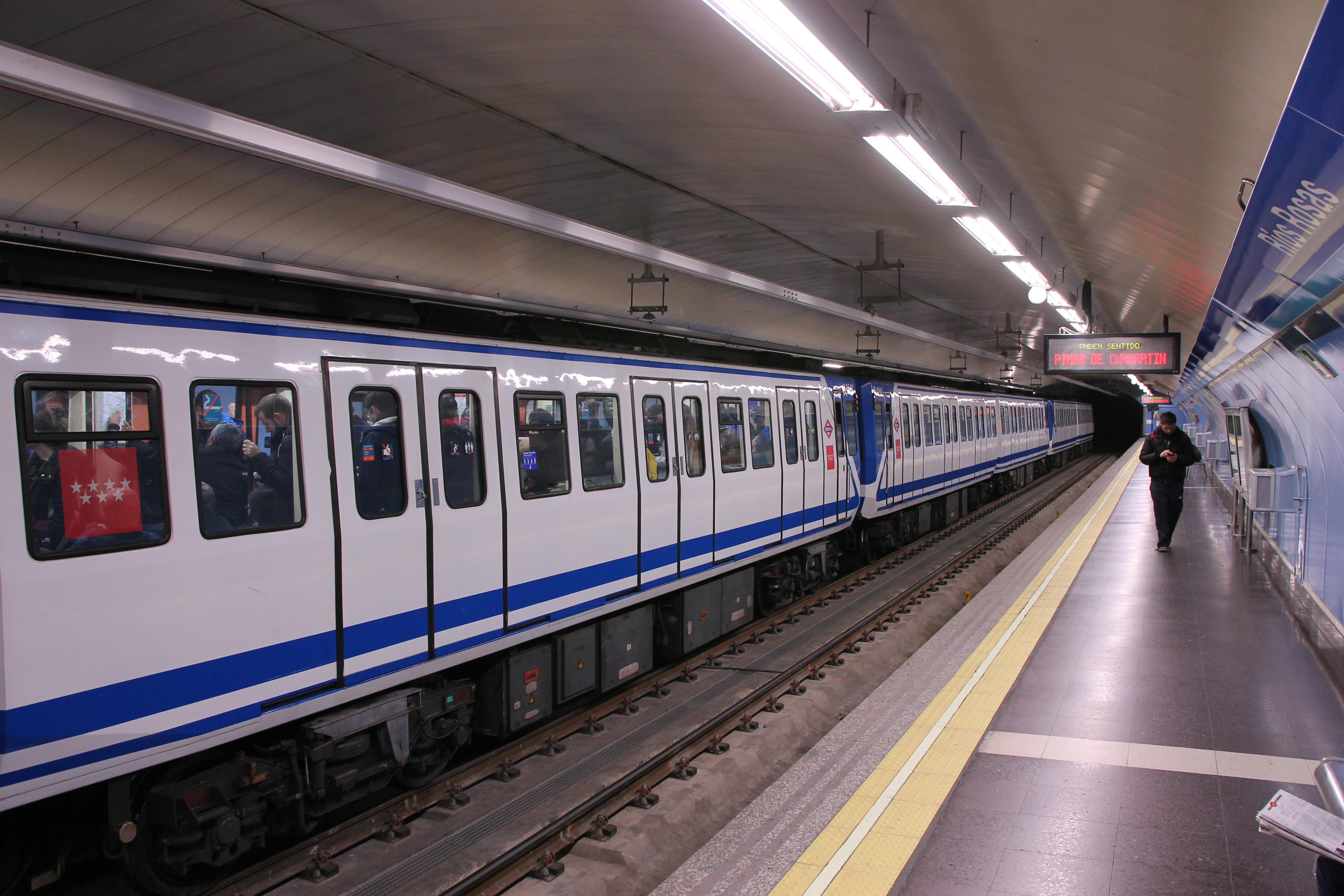

### Intermodalité
À proximité, des arrêts de bus EMT, sont desservis par les lignes : diurne 3, 12, 37, 45, 149 et nocturne N23.

## À proximité
- Musée Geominero (Madrid)
- Musée national des sciences naturelles d'Espagne